# Gaio Volasenna Severo
Gaio Volasenna Severo (in latino: Gaius Volasenna Severus; Volaterrae o Arretium, 5 circa – dopo il 47) è stato un magistrato e senatore romano, console dell'Impero romano.

## Biografia
Appartenente alla famiglia etrusca, probabilmente di Volaterrae o Arretium, dei Volasennae, forse stabilitasi ad Herculaneum, Severo, homo novus, è stato riconosciuto come verosimilmente fratello maggiore del console claudiano e proconsole d'Asia Publio Volasenna. Entrambi erano certamente parenti della matrona Volasennia Terza, moglie del senatore augusteo e patrono di Herculaneum Marco Nonio Balbo. È stato proposto che la successione rapida di due consolati per i due fratelli possa celare un grande favore del princeps Claudio per la famiglia.
L'esistenza di Severo è emersa solamente di recente, e la sua carriera è ben poco nota. Severo è però attestato unicamente al vertice dello stato romano: egli fu infatti console suffetto al fianco di Gneo Osidio Geta per i mesi di novembre e dicembre del 47, sostituendo Lucio Vagellio.
Dopo il suo consolato, Severo scompare dalla storia.